# Прогрес (село)
Прогрес (болг. Прогрес) — село в Болгарии. Находится в Кырджалийской области, входит в общину Момчилград. Население составляет 362 человека.